# Багдадский вор (фильм, 1924)
«Багдадский вор» (англ. The Thief of Bagdad, 1924) — немой художественный фильм режиссёра Рауля Уолша, снятый по мотивам арабских сказок.

## Сюжет
Вор (Дуглас Фэрбенкс), ведущий в Багдаде беззаботную жизнь, влюбляется в дочь Халифа (Джуланна Джонстон). Принцесса должна вскоре выйти замуж, так что во дворец съезжаются самые видные женихи Азии, из которых она должна сделать свой выбор. Вор переодевается принцем и также отправляется свататься. Он добивается успеха: принцесса влюблена в него, однако благодаря проискам монгольского принца (Сёдзин) его разоблачают и изгоняют из дворца. Тогда принцесса ставит следующее условие: она согласится выйти за того из претендентов, кто принесёт ей величайшее сокровище не позже, чем через семь месяцев. Халиф (Брэндон Хёрст) одобряет желание дочери, и принцы уезжают на поиски чудес света. Вор, не желающий отказываться от своего счастья, также отправляется в путешествие, в котором сталкивается со сказочными существами и магией.

## В ролях
- Дуглас Фэрбенкс — багдадский вор
- Джуланна Джонстон — принцесса
- Снитц Эдвардс — подручный вора
- Брэндон Хёрст — Халиф
- Чарльз Белчер — святоша
- Сёдзин — монгольский принц
- Анна Мэй Вонг — монгольская рабыня (шпионка)
- Нобл Джонсон — индийский принц
- Матильда Комон — персидский принц

## Факты
- На постановку этого фильма Дугласа Фэрбенкса вдохновил эпизод «Гарун аль-Рашид» из фильма Пауля Лени «Восковые фигуры» (1924).
- Бюджет постановки составил примерно 2 миллиона долларов.
- Впоследствии были сняты несколько ремейков, самым известным из которых является «Багдадский вор» 1940 года.
- В 1996 году фильм, как имеющий большое художественное значение, был внесён в Национальный реестр фильмов.